# كريس نورمان (مغني)
كريس نورمان (بالإنجليزية: Chris Norman)‏ هو عازف قيثارة ومغني وكاتب أغاني وملحن بريطاني، ولد في 25 أكتوبر 1950 في ردكار في المملكة المتحدة.

## وصلات خارجية
- الموقع الرسمي
- كريس نورمان على موقع IMDb (الإنجليزية)
- كريس نورمان على موقع ألو سيني (الفرنسية)
- كريس نورمان على موقع ميوزك برينز (الإنجليزية)
- كريس نورمان على موقع أول ميوزيك (الإنجليزية)
- كريس نورمان على موقع ديسكوغز (الإنجليزية)
- كريس نورمان على موقع قاعدة بيانات الفيلم (الإنجليزية)
- كريس نورمان على موقع كينوبويسك (الروسية)